# 喀拉也木勒镇
喀拉也木勒镇，是中华人民共和国新疆维吾尔自治区塔城地区额敏县下辖的一个乡镇级行政单位。
2014年10月20日，新疆维吾尔自治区人民政府批复同意撤销喀拉也木勒乡建制，设立喀拉也木勒镇。

## 行政区划
喀拉也木勒镇下辖以下地区：
喀拉也木勒一村、喀拉也木勒二村、阿克阔迈村、阿克霍依玛村、塔斯别依提村、玛勒塔尕什村、吾音克村、克什克尼托别村、布拉克托别村、加拉克村、阿布拉托尕木村、直兰提勒村、交勒布拉克三村、交勒布拉克四村、铁另直拉一村、铁另直拉二村、牧业一队和牧业二队。